# Mario Party 2
Mario Party 2 (Japans: マリオパーティ 2, Mario Pāti Tsū) is een partyspel voor de Nintendo 64, uitgebracht in 2000. Het spel werd ontworpen door Hudson Soft en uitgegeven door Nintendo. Het is de tweede titel uit de Mario Party-serie. Mario Party 2 kent 64 nieuwe minispellen en zes speelborden met elk hun eigen thema.

## Personages
- Mario
- Luigi
- Yoshi
- Wario
- Peach
- Donkey Kong

## Spelborden
- Pirate Land
- Western Land
- Space Land
- Mystery Land
- Horror Land
- Bowser Land